# ルイス・バラガン

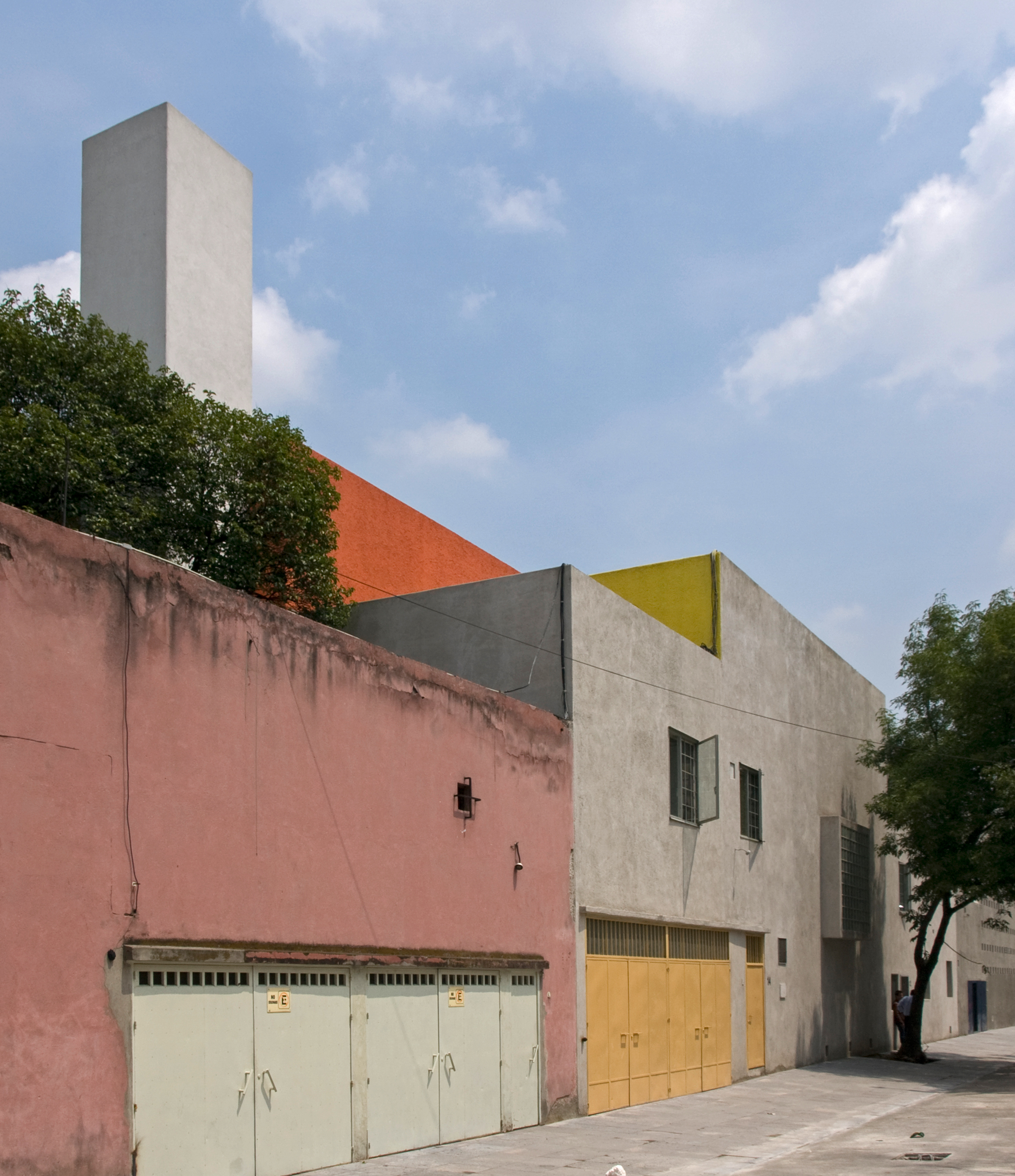
バラガン邸、1947年-1948年

ルイス・ラミロ・バラガン・モルフィン（Luis Ramiro Barragan Morfin、1902年3月9日 - 1988年11月22日）は、メキシコ人の建築家・都市計画家。水面や光を大胆に取り入れた、明るい色の壁面が特徴的な住宅や庭園を多く設計したことで知られる。また住宅開発を手がける開発業者としても成功した。

## 建築の特徴

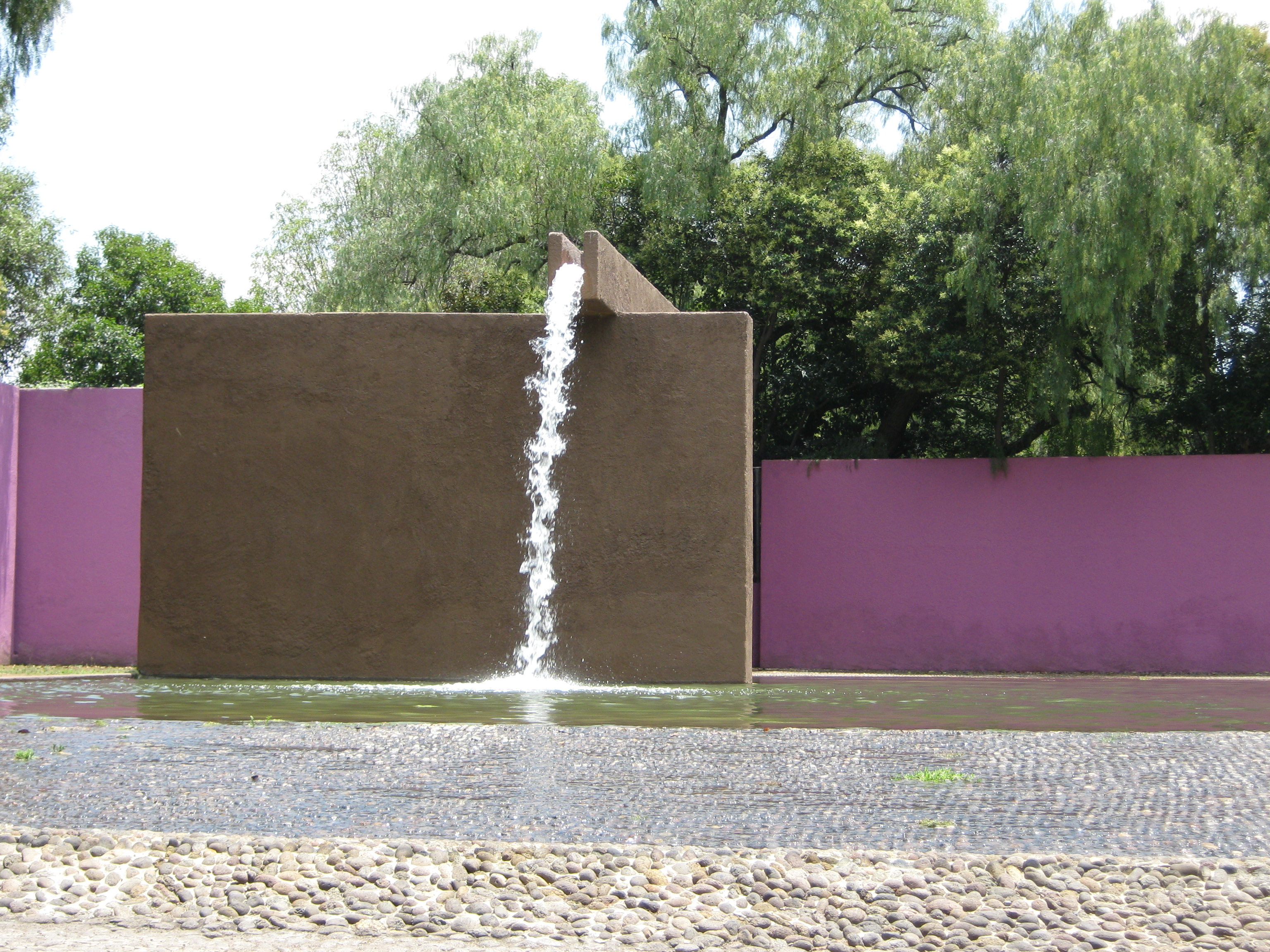
フエンテ・デ・ロス・アマンテス（ロス・アマンテスの噴水）

彼の建築の基本は、白を基調とする簡素で幾何学的なモダニズム建築であるが、メキシコ独自の、たとえば民家によく見られるピンク・黄色・紫・赤などのカラフルな色彩で壁を一面に塗るなどの要素を取り入れ、国際主義的なモダニズムと地方主義との調和をとった。また庭園や屋内に水を張った空間を取り入れたり、建物に溶岩やメキシコ独特の植物からなる庭園を作ったことも特徴である。バラガンは正式な建築図面をほとんど描かず、イメージスケッチによるデザイン、設計を行い、そのイメージスケッチを元にアシスタントなどが図面を描いたとされる。

## 生涯と代表作

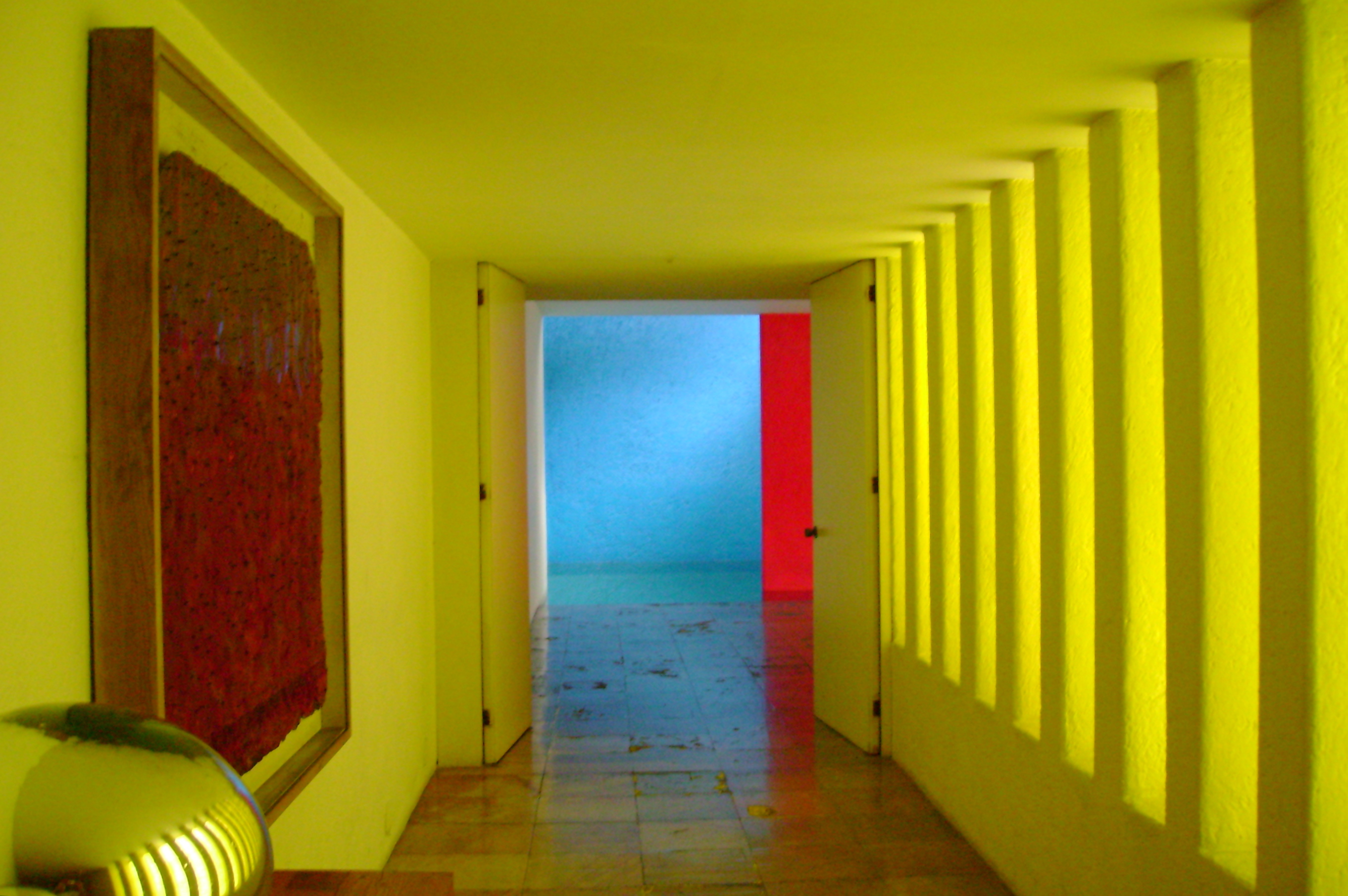
ヒラルディ邸

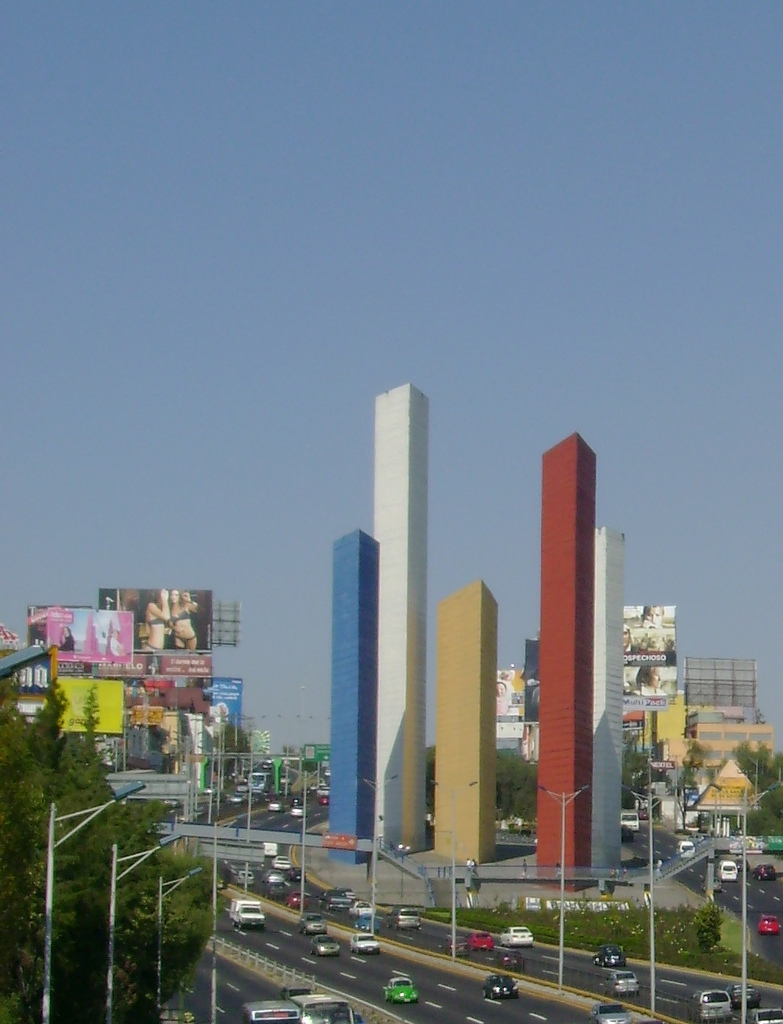
メキシコシティ郊外、ナウカルパンに建つランドマーク「サテライト・タワー」（Torres satelite）

1902年メキシコ第二の都市ハリスコ州グアダラハラのカトリック系の地主階級の家に生まれる。 父ファン・ホセ・バラガンが購入した同州のサンタモニカ地区マサミトゥラの大農園で少年時代を過ごす。女3人、男3人の計6人の兄弟がいた。休日や長期滞在はハリスコ州のラ・マンサニージャ・デ・ラ・パス近辺にあったコラレスのハシエンダで過ごすのが常であった。メキシコの農村環境、家族の農園がある山間部の自然の中で過ごした幼少期の体験は、彼の芸術的創造に深く反映され、結果として「普遍的なメキシコのスタイルの定義」をもたらすことになったのである。
グアダラハラの自由美術学校で学び、そこでラファエル・ウルズア・アリアスやペドロ・カステジャーノスといった人物と出会い、深く、永い友情を結ぶ。
1919年にグアダラハラの自由工科大学土木工学科に入学し、水力工学を専攻。同時にアグスティン・バサベの指導の下、建築家用の学位を同時に取得するためのオプション科目も履修。1923年に卒業した。技術者を目指していたが、在学中にほぼ完全な独学で建築を学んだが、彼の建築への関心は、彼自身が認めているように、基本的には彼の教師の一人であった建築家アグスティン・バサベの影響から生まれたものである。
父の援助により1925年から1927年にかけて、スペイン、フランス、モロッコと広範囲にわたる旅に出た。フランスではパリ万国博覧会で作家・造園家のフェルディナン・バックと知り合い、彼の造った庭「レ・コロンビエール（魅惑の庭）」及びその著書に触れ、ランドスケープ・アーキテクチャーの重要性を学び強い影響を受けた。スペインではアルハンブラ宮殿、ヘネラリフェ宮殿、イタリアではヴィラの庭を訪れ、ヨーロッパやイスラムの地中海文化から強い影響を受けた。1931年に再度ヨーロッパへ出かけ、フランスで建築家ル・コルビュジエの講演会に参加し、モダニズム建築を学び、サヴォア邸等のル・コルビュジエ設計の住宅を訪ねた。ドイツではヴァイセンホーフ・ジードルングを訪ねた。それらもまた彼に強い影響を与えた。
帰国後、母校の建築学部では建築の学位を授与しなくなったため、要件を満たしていても建築家としての正式な称号を得ることはできなかった。以後残りの人生、彼はエンジニア、建築家、造園家として使い分け交互に署名した。
1927年から1936年にかけて、彼はグアダラハラで実家の農園の管理を行いながら、一家の長男ファン・ホセの下で開業し、地中海と地元の建築の両方の影響を受けたスタイル、コルビュジエとバックの影響を受けた住宅等を多数設計した。彼の最初の主要な仕事は、グアダラハラの有名な弁護士であるエミリアーノ・ロブレス・レオンの家の改造であり、その家はグアダラハラ市のちょうど中心部のパボ通りとマデロ通りの角にあった。この改築では、バラガン自身がデザインした手すりや扉の木工細工、そして中央の中庭が際立っていた。この若い建築家の仕事の成果に魅了されたロブレス・レオンは、その後、いくつかの貸家とチャパラの保養所の設計を彼に依頼することになった。これらの作品で評判を得たこともあり、バラガンは市内で名声を得るようになり、依頼は増えていった。
1931年、ニューヨークに渡り、フレデリック・キースラーと出会い、『建築評論』と『家と庭』に初めて作品を掲載、海外でも発表する機会を得る。
1935年に活動の場を首都メキシコシティへ移した。ル・コルビュジエに影響を受けた機能主義的な住宅建築をいくつか手がけたが、家庭環境の悪化が影響し、商業的な関心も持っていた。建築家のマックス・チェットやエンジニアのホセ・クレイクセルらと共同作業を行った。メルチョール・オカンポ広場に建設した4つの画家のためのアトリエは、空間と色彩の使い方がすでに際立っている作品である。この時期彼の最も偉大な作品といえるが、知名度は高くない。1936年、農地改革によってグアダラハラに所有していた土地を失う。
彼はメキシコシティに自宅を建設し（オルテガ邸 Casa Ortega、最初の自邸、1943年）、庭園設計などさまざまな建築的実験を試みた。
1940年代初頭、バラガンは当時のカルサダ・マデレロス（現在のコンスティトゥイエンテス通り）沿いに一連の土地を取得した。当時は人気のある地区だったが、新しい大統領官邸ロス・ピノスに近かったため、長期的な経済的関心に影響されていたのかもしれないという。そこで彼は、不規則なセクションに分けられた大きな庭である外部空間に注意を集中し、カサ・バラガン＝オルテガとして知られる既存の建築にさまざまな介入をすることになる。そしてクライアントから独立して自分の作品を手がけようとする段階が始まる（Ignacio Díaz Moralesとのさまざまな手紙の中で彼は建築活動への不満を述べているが）。そうして最初の作品がハルディネス・デル・ペドレガル (es:Jardines del Pedregal)につながるのである。正確には、カルツァーダ・マデレロスの土地の一部の売却は、彼の次のプロジェクトの資金となり、後にカサ・エスタジオが入ることになる空間を自分自身のために確保したのである。Calzada Madererosの土地の取得とほぼ同時に、バラガンは歴史的なサン・アンヘル地区の近辺、ペドレガル地区との境界、es:El Cabríoとして知られる場所に別の土地を取得した。
1944年には土地の取得を開始し、不動産業を営むルイス・ブスタマンテ、ホセ・アルベルト・ブスタマンテ兄弟とともに、合計865エーカー（約3,500,000 m²）を購入した。彼は、都市化計画を立て、道路、アクセス、広場、公園、モデルハウスの設計に着手した。 
こうして1945年、彼はメキシコシティの南部郊外サン・アンヘルの溶岩台地、エル・ペドレガル・デ・サン・アンヘル（Pedregal de San Ángel）において郊外住宅地の都市計画に取り組んだ。街路は溶岩の地層に従って区画された（キース・エグネルによれば、バラガン自身は街路のレイアウトを都市計画家 カルロス・コントレラス・エリソンドに帰するとしており、彼の協力者のアレハンドロ・マルガインは、彼が都市化計画を行ったと考えている）。またすべての空間を利用して小径やプールを発生させてもいる。彼はマックス・チェットとともに、3つの庭の見本と2つの家を開発。フエンテス広場にはマティアス・ゲーリッツの彫刻があり、ペドレガル動物園（サン・ヘロニモ通りとフエンテス通りの角に現存）、ロス・パトスの噴水を設けた。
このエル・ペドレガルは、約2500年前に起きた火山爆発によってできた溶岩に覆われた土地で、ルイス・バラガンがこの地域に興味を持った頃、そこは荒涼とした人を寄せ付けない地域で、蛇や犯罪者（彼らはまさにその孤立性のためにそこに避難した）の住処と見なされ、当時は買い手もつかない荒れ果てた土地であった。バラガンはこの荒れ地に注目し、投資家と共同で購入し、火山溶岩の険しい地形がもたらす可能性を、造園や壁など様々な構造物の設置によって探求し始めたのである。
一方で特異な地域であり、固有の動植物が生息し、コピルコとクイクイルコの遺跡が隣接していることからある種の神秘主義的な風景が生まれ、呪術の実践や霊の存在に言及する人さえいた。そしてエル・ペドレガルは芸術家や科学者を魅了した（例えば Dr. アト や Diego Rivera らが引き付けられた）こともあって開発後、分譲住宅地として販売したがこれが当たり、以後も彼はこの地を発展させていくことになるが、ここから彼は住宅開発の計画家として数々のプロジェクトを手がけ、大きな成功を収めることとなった。
1947年から1948年にかけては、死ぬまで住み続けた家であるバラガン邸 Casa Luis Barragan）を建てる。バラガンはすでにフランシスコ・ラミレス通り14番地に住んでおり（イグナシオ・ディアス・モラレスから受け取った手紙の中で）、おそらくペドレガルの資金調達のために、取得した残りの土地を売却していたのである。この家はバラガンの永久的な実験室として機能し、その特徴的な要素はテラスの色調のように絶えず変化していくことになる。
1952年、同じくメキシコシティ南部のトゥラルパン（Tlalpan）にある歴史的建築、カプチーナス修道院礼拝堂（Convento de las Capuchinas Sacramentarias）の再建・改修工事を請け負う。以後7年にわたり彼が私財と心血を注いだトゥラルパンの礼拝堂（1953-60）は、暖色に塗られた簡素な造形の礼拝堂内に光があふれる彼の代表作のひとつとなった。
このころの作品は革命後のナショナル・アイデンティティの論争を背景に、バラガンは北アフリカ、スペイン、故郷ハリスコ州の農村を前身とする普遍的な地方建築のレトリックに基づいている。1951年にモロッコを訪れた際、その建築様式は、厚い壁や開口部のある重厚な構造、顕著な質感、そしてバラガンが民芸品として識別したと思われる鮮やかな色彩に変換され、水や光といった要素は、彼のプロジェクトにおいて基本的な役割を果たし、さらに庭園によって豊かになっていく。
1955年から1960年にかけて、トラルパンのカプチーナス・サクラメンタリアス修道院を修復。1955年、アントニオ・ガルベスのための住宅を建設し、この作品はオリジナルの状態で残されている。
1957年には画家のヘスス・レイエス・フェレイラ（Jesús Reyes Ferreira）と彫刻家マティアス・ゲーリッツ（Mathias Goeritz）と共同でトレス・デ・サテリテの都市彫刻のプロジェクトを開始する。こうして彼はメキシコシティ北部郊外の都市、ナウカルパン（Naucalpan）に同年建設された中級・高級住宅地、シウダード・サテリテ（Ciudad Satélite、「衛星都市」）の高速道路の中央分離帯にランドマークとなる塔、サテライト・タワーを設計した。これは前述のフェレイラとゲーリッツとの共同作業プロジェクトでできたもので、さまざまな高さとさまざまな色（赤、青、白、黄）の、断面が三角形の四角い塔であり、見る角度によってさまざまな表情をみせるものである。
1957年から不動産開発業者としての活動を続けていた当時としては遠く離れていたアティサパン・デ・サラゴサの自治体で、一連の作品を開始した。ラス・アルボレダス（1957）、ロス・クラベス（1961）、エゲルストロム・ハウス（1966）のあるクアドラ・サン・クリストバルは、コミッション作品となる。  
住宅地ラス・アルボレダス（Las Arboledas）はシウダード・サテリテの数キロ先に設計し、噴水など水関連の構築物も用意した。
ラス・アルボレダスは、ロス・クラベスやクアドラ・サン・クリストバルの開発でも顕著になるであろう、乗馬を目的とした都市計画である。バラガンは、道路やアクセスのレイアウトも設計し、地平線に溶け込むような印象を与えるその長さが特徴的なエリアを区切る赤い壁や、バラガンの作品の象徴的なイメージとなった、対照的な色の二つの壁と長い噴水で構成されたフエンテ・デル・ベベデーロのあるパセオ・デ・ロス・ジガンテス、フエンテ・デル・カンパナリオ（鐘楼噴水）など様々な要素も作り出した。 
ロス・クラベス（Los Clubes）は、ラス・アルボレダスの北端に位置する開発地区で、バラガンは、馬が休めるように設計された水場「恋人たちの泉」と「サービスゲート」という2つの公共要素を建設。ロス・クラベス内にあるフォルケ・エゲストレムのための複合施設は、彼の代表作のひとつとされている。クアドラ・サン・クリストバルと家族のための家。馬に乗った人のスケールで作られた記念碑的な空間で、ピンク、紫、黄土色が家の白と大きな水鏡に映えている。
1964年、同じくシウダード・サテリテの近くにロマス・ヴェルデス（Lomas Verdes、緑の丘）という中級住宅地を設計している。
1966年、カリフォルニア州ラ・ホーヤに建設するソーク研究所の中央中庭についてルイス・カーンから相談を受けたが、バラガンは植物を植えず、水だけが流れる開放的な空間にすることを勧めた。
1975年、彼は最後の作品となる住宅、ヒラルディ邸（Casa Gilardi*(1975-77)）を設計する。屋内にプールを設け、光が室内のさまざまな色の壁や水面へ降り注ぐ空間は、彼の集大成とも呼べるものである。
1976年にはニューヨーク近代美術館で回顧展が企画された。建築家エミリオ・アンバースの著した同展のカタログ『THE ARCHITECTURE OF LUIS BARRAGAN』によって、バラガンは晩年になり世界的な注目を浴びることになる。
1980年にはプリツカー賞受賞。1982年、パーキンソン病の悪化のため引退。
1988年に彼は自宅で逝去した。86歳。彼の自宅・アトリエであったバラガン邸は、2004年にユネスコの世界遺産に登録された。

## 主な仕事
| 年      | 名称                                                 |                                 | 所在地                                       |
| ------- | ---------------------------------------------------- | ------------------------------- | -------------------------------------------- |
| 1928年  | ロブレス・レオン邸の改築                             | Casa Robles Leon                | グアダラハラ                                 |
| 1928年  | エンリッケ・アギラール邸                             | Casa Enrique Aguilar            | グアダラハラ                                 |
| 1929年  | グスターボ・クリスト邸                               | Casa Gustavo Cristo             | グアダラハラ                                 |
| 1929年  | エフライン・ゴンザレス・ルナ邸                       | Casa Efrain Gonzalez Lun        | グアダラハラ                                 |
| 1931年  | チャパラのバラガン邸                                 |                                 | チャパラ                                     |
| 1934年  | 革命公園                                             | Parque de la Revolucion         | グアダラハラ                                 |
| 1934年  | マルコス・カステジャーノス通り132番地の住宅          |                                 | グアダラハラ                                 |
| 1934年  | カルメン・オロスコ邸                                 | Casa Clemente Orozco            | グアダラハラ                                 |
| 1934年  | ハーパー・デ・カリビ邸                               |                                 | グアダラハラ                                 |
| 1936年  | メキシコ公園通りの2世帯住宅                          |                                 | メキシコ・シティ                             |
| 1937年  | ピサロ・スアレス邸                                   | Casa Pizarro Suarez             | メキシコ・シティ                             |
| 1939-40 | エルバ通りのアパート                                 |                                 | メキシコ・シティ                             |
| 1940年  | ビジャセニョール邸                                   |                                 | メキシコ・シティ                             |
| 1940年  | 4人の画家のアトリエ住宅と ロレンソ・ガルサのアパート |                                 | メキシコ・シティ                             |
| 1940年  | コンセプシオン・リボのアパート                       |                                 | メキシコ・シティ                             |
| 1937-42 | アマティタン教会の改修                               |                                 | ハリスコ州                                   |
| 1940-41 | アレナル教会の改修                                   |                                 | ハリスコ州                                   |
| 1940-43 | マデレロス街道の庭園                                 |                                 | メキシコ・シティ                             |
| 1943年  | バラガン / オルテガ邸                                | Casa Barragan / Ortega          | メキシコ・シティ                             |
| 1943-44 | サン・ヘロニモ大通りのエル・カブリオ庭園             |                                 | メキシコ・シティ                             |
| 1945-54 | ペドレガル庭園分譲地                                 | Jardines del Pedregal           | メキシコ・シティ、ペドレガル庭園             |
| 1947-48 | ルイス・バラガン邸                                   | Casa Luis Barragan              | メキシコ・シティ、タクバヤ                   |
| 1949-50 | フエンテス大通り10番地の住宅                         |                                 | メキシコ・シティ、ペドレガル庭園             |
| 1949-50 | フエンテス大通り12番地の住宅                         |                                 | メキシコ・シティ、ペドレガル庭園             |
| 1950年  | エドゥアルド・プリエト・ロペス邸                     | Casa Eduardo Prieto Lopez       | メキシコ・シティ、ペドレガル庭園             |
| 1953-60 | トゥラルパンの礼拝堂                                 | Tlalpan Chapel                  | メキシコ・シティ、トゥラルパン               |
| 1955年  | アントニオ・ガルベス邸                               | Casa Antonio Galvez             | メキシコ・シティ、サン・アンヘル             |
| 1955年  | ホテル・ピエール・マルケスの庭園                     |                                 | アカプルコ                                   |
| 1955-58 | ボスケ分譲地の庭園                                   | Jardines del Bosque Subdivision | グアダラハラ                                 |
| 1957-58 | サテライト・タワー                                   | Torres de Satelite              | ナウカルパン                                 |
| 1958-61 | 赤い壁（ムロ・ロホ）                                 | El Muro Rojo                    | メキシコ・シティ、ラス・アルボレダス         |
| 1958-63 | ラス・アルボレダスの分譲地                           | Las Arboledas                   | メキシコ・シティ、ラス・アルボレダス         |
| 1959-62 | カンパナリオ広場と噴水                               | Plaza del Campanario            | メキシコ・シティ、ラス・アルボレダス         |
| 1961-72 | ロス・クルベスの分譲地                               | Los Clubes                      | メキシコ・シティ、ロス・クルベス             |
| 1964-73 | ロマス・ヴェルデス分譲地                             | Lomas Verdes                    | メキシコ・シティ                             |
| 1966    | ロス・アマンテスの噴水                               | Fuente de Los Amantes           | メキシコ・シティ、ロス・クルベス             |
| 1966-68 | サン・クリストバルの厩舎と エゲルシュトリーム邸      | Cuadra San Cristobal            | メキシコ・シティ、ロス・クルベス             |
| 1975-78 | フランシスコ・ヒラルディ邸                           | Casa Francisco Gilardi          | メキシコ・シティ、タクバヤ                   |
| 1981年  | バーバラ・マイヤー邸                                 | Casa Barbara Meyer              | メキシコ・シティ、ホスケス・デ・ラス・ロマス |